# Charlotte Ayanna
Charlotte Ayanna (* 25. September 1976 in San Juan, Puerto Rico als Charlotte Lopez) ist eine US-amerikanische Schauspielerin.

## Leben
Die Mutter von Charlotte Ayanna zog im Jahr 1977 nach Vermont. Sie wurde geistig labil und verlor das Sorgerecht für die Kinder. Im Alter von 17 Jahren wurde Charlotte Ayanna adoptiert. Sie gewann im Jahr 1993 den Titel Miss Teen USA, dann studierte sie an der University of California.
Ayanna debütierte in der Mitte der 1990er Jahre in der Fernsehserie Weird Science. In den Komödien No Night Stand (1997) und Telling You (1998) trat sie neben Jennifer Love Hewitt auf. Im Filmdrama Dancing at the Blue Iguana (2000) übernahm sie neben Daryl Hannah eine der Hauptrollen, in einer der Nebenrollen war Jennifer Tilly zu sehen. Im Filmdrama Love the Hard Way (2001) spielte sie die Rolle der Studentin Claire, in die sich der Kleinganove Jack (Adrien Brody) verliebt. Für diese Rolle gewann sie im Jahr 2002 einen Preis des Festival International du Film d'Action et d'Aventure. In der Drogengroteske Spun (2002) spielte sie neben Mickey Rourke, Brittany Murphy, John Leguizamo, Mena Suvari und Eric Roberts.

## Filmografie
- 1995–1996: Weird Science (Fernsehserie, 3 Episoden)
- 1996: Beverly Hills, 90210 (Fernsehserie, Episode 7x02 Auf ein Neues)
- 1996: Die Steve Harvey Show (The Steve Harvey Show, Fernsehserie, Episode 1x12)
- 1996–1997: Was ist los mit Alex Mack? (The Secret World of Alex Mack, Fernsehserie, 3 Episoden)
- 1997: No Night Stand (Trojan War)
- 1998: Telling You
- 1998: Profiler (Fernsehserie, Episode 3x02)
- 1999: Der zuckersüße Tod (Jawbreaker)
- 1999: Carrie 2 – Die Rache (The Rage: Carrie 2)
- 1999: Ricky Martin: She’s All I Ever Had
- 2000: Dancing at the Blue Iguana
- 2001: Stealing Time
- 2001: Love the Hard Way
- 2001: Training Day
- 2001: Kate & Leopold
- 2002: Spun
- 2004: Entourage (Fernsehserie, Episode 1x04)
- 2005: Once Upon a Wedding
- 2006: Push
- 2006: Twilight Thirst (The Thirst)
- 2006: No. 6 (Kurzfilm)
- 2006: Kiss and Die – Unersättlich (The Insatiable)
- 2010: Errand_boy (Kurzfilm)
- 2012: Christmas in Compton
- 2013: Rain from Stars